# Bombattentatet i Moskvas tunnelbana 2004
Bombningen i Moskvas tunnelbana ägde rum den 6 februari 2004 klockan 8.40 lokal tid, när en självmordsbombare sprängde sig själv i ett tåg nära Avtozavodskajastationen i Moskvas tunnelbana. Antalet omkomna beräknas till minst 40. 103 personer skadades. Självmordsbombaren var en tjetjen.

### Fotnoter
1. ↑  Svenska dagbladet (8 februari 2004). ”Nytt blodbad chockar Moskva”. Svenska dagbladet. https://www.svd.se/nytt-blodbad-chockar-moskva. Läst 19 mars 2017.